# Arctic Sunrise-sagen 2013
Arctic Sunrise-sagen 2013 opstod efter Greenpeaces protestaktion ved en af Gazproms olierigge i Arktis for at skabe opmærksomhed om olieboringstrusler.
De russiske myndigheder fængslede protestaktionens deltagere og skibets besætningsmedlemmer, og en mangeårig fængselsstraf blev stillet i udsigt. De fængslede fik dog mulighed for at rejse hjem før nytår 2013/2014.
I Danmark havde sagen fokus på Anne Mie Roer Jensen.
Hun, 27 andre Greenpeaceaktivister og to freelance journalister blev fængslet i Rusland. De fængslede var  Anne Mie Roer Jensen fra Danmark, Alexandra Harris fra United Kingdom, Alexandre Paul fra Canada, Andrey Allakhverdov fra Rusland, Ana Paula Alminhana Maciel fra Brasilien, Anthony
Perrett fra United Kingdom, Camilla Speziale fra Argentina, Colin Russell fra Australien, Cristian D'Alessandro fra Italien, Denis Sinyakov fra Rusland, Dimitri Litvinov fra USA/Sverige, Ekaterina Zaspa fra Rusland, Faiza Oulahsen fra Holland, Francesco Pisanu fra Frankrig, Frank Hewetson fra United Kingdom, Gizem Akhan fra Tyrkiet, Miguel Hernan Perez Orsi fra Argentina, Iain Rogers fra United Kingdom, David Haussmann fra New Zealand, Jonathan David Beauchamp fra New Zealand, Kieron Bryan fra United Kingdom, Mannes Ubels fra Holland, Marco Weber fra Switz, Paul Ruzycki fra Canada, Peter Henry Willcox fra USA, Phil Ball fra United Kingdom, Roman Dolgov fra Rusland, Ruslan Yakushev fra Ukraine, Sini Saarela Finland og Tomasz Dziemianczuk fra Polen.
Sagen fik stor mediebevågenhed og blev i oktober bragt op i Folketinget.
I november 2013 blev hun løsladt mod kaution.
Anne Jensen er fra København. Hun er uddannet styrmand fra Marstal Navigationsskole, hvor hun læste til skibsfører.
Hun deltog som tredjestyrmand på det hollandsk indregistrerede skib.
Holdet var internationalt. Blandt andet deltog den amerikanske kaptajn Peter Willcox, der var kaptajn på Rainbow Warrior, da det blev sænket af den franske efterretningstjeneste.
Jensen var ikke egentlig aktivist men ansat i en lønnet stilling som "teknisk medhjælp".
Hun havde tidligere sejlet med et Greenpeace-skib.
Den 18. september 2013 bordede to Greenpeace-aktivister Gazproms olieboreplatform Prirazlomnaya som protestaktion.
Dagen efter bordede bevæbnede russiske sikkerhedsstyrker Arctic Sunrise fra en helikopter, og skibet blev  bugseret til Murmansk.
De 28 Greenpeace aktivister og to freelance journalister blev også ført til Murmansk, hvor retten den 26. september varetægtsfængslede dem i to måneder.
Ved retten sagde Jensen: "Vi er en fredelig organisation, som er her for at redde Arktis. Vi ønsker ikke at lave noget voldeligt eller angribe nogen. Vi er her kun for at sprede et budskab".
Under bugseringen til Murmansk lød der rygter om at aktivisterne kunne tiltales for pirateri med en strafferamme på op til 15 års fængsel.
Dette blev dog afvist af Ruslands præsident Vladimir Putin, eftersom Putin mente, at Greenpeaceaktivisterne ikke var pirater, men havde brudt international lovgivning. Ikke desto mindre blev Jensen og de øvrige 29 tiltalt i begyndelsen af oktober for pirateri.
Den 12. november 2013 blev de 28 Greenpeaceaktivister og de to freelance journalister transporteret til fængslet i Sankt Petersburg, - en transport på mere end 1.200 km fra nordlige by i Murmansk.
I oktober 2013 sendte 11 Nobels Fredsprissmodtagere et fælles åbent brev til Præsident Vladimir Putin med opfordring om at frafalde anklagerne om pirateri,
og den 23. oktober forlød det at de russiske myndigheder frafaldt sigtelsen for pirateri og i stedet anklagede gruppen for hooliganisme.
Efter Anne Jensen den 21. november 2013  blev løsladt fra fængslet i Sankt Petersborg mod en kaution på ca. kr. 340.000, gav hun sit første eksklusive interview til DR's 21 Søndag den 1. december 2013 fra St. Petersborg.
I interviewet fortalte hun, at hun havde sultestrejket et døgn i begyndelsen af fængslingen, til hun fik lov til at mødes med den en repræsentant fra den danske ambassade i Rusland.